# E io le canto accussì
E io le canto accussi è un album del cantante e musicista italiano Fred Bongusto, pubblicato nel 1997 dall'etichetta discografica Nar.
In questo album Bongusto ha voluto riarrangiare e tradurre in napoletano una serie di grandi successi internazionali. A fare la parte del leone sono classici dei suoi amici maestri brasiliani e alcuni evergreen della chanson francese e easy listening. Vi compare un solo brano inedito, È successo ieri sera, scritto dal chansonnier molisano insieme a Mogol.
Fred Bongusto si avvale per le registrazioni del disco di noti musicisti jazz: Lino Patruno alla chitarra banjo, Gegè Munari alla batteria, Vittorio Sonsini a tromba e contrabbasso, Riccardo Biseo al pianoforte e tastiere.

## Tracce
1. Quatte ciucci (The Darktown Strutter's Ball) (S. Brooks)
2. Na femmena che fa (La vie en rose) (Loviguy-Ruffo-Bongusto)
3. Siente (Feelings) (Albert-Ruffo-Bongusto)
4. Tu m’e lassate miez’e guaie (You Are the Sunshine of My Life) (Wonder-De Gennaro-Bongusto)
5. Mannaggia ‘a polvere (Stardust) (Carmichael-Bongusto)
6. Scotete e sosete (Chega de saudade) (Jobim-Bongusto-P. Vessicchio)
7. Nun me ne’ ‘mporta niente (O que será) (C. Buarque-Bongusto)
8. Por toda minha vida (Eu sei que vou te amar) (Jobim-Bongusto)
9. Guagliona di Ipanema (Garota de Ipanema) (Jobim-P. Vessicchio-Bongusto)
10. Che sera triste (Les feuilles mortes) (Kosma-Bongusto)
11. Settembre e nuie (September Morn) (G. Becaud-Bongusto)
12. È successo ieri sera (Bongusto-Mogol)
13. Fui (Nuages) (Reinhardt-Bongusto)
14. Gennaro (Tequila) (Rio-Bongusto)